# 고려대학교 합창단

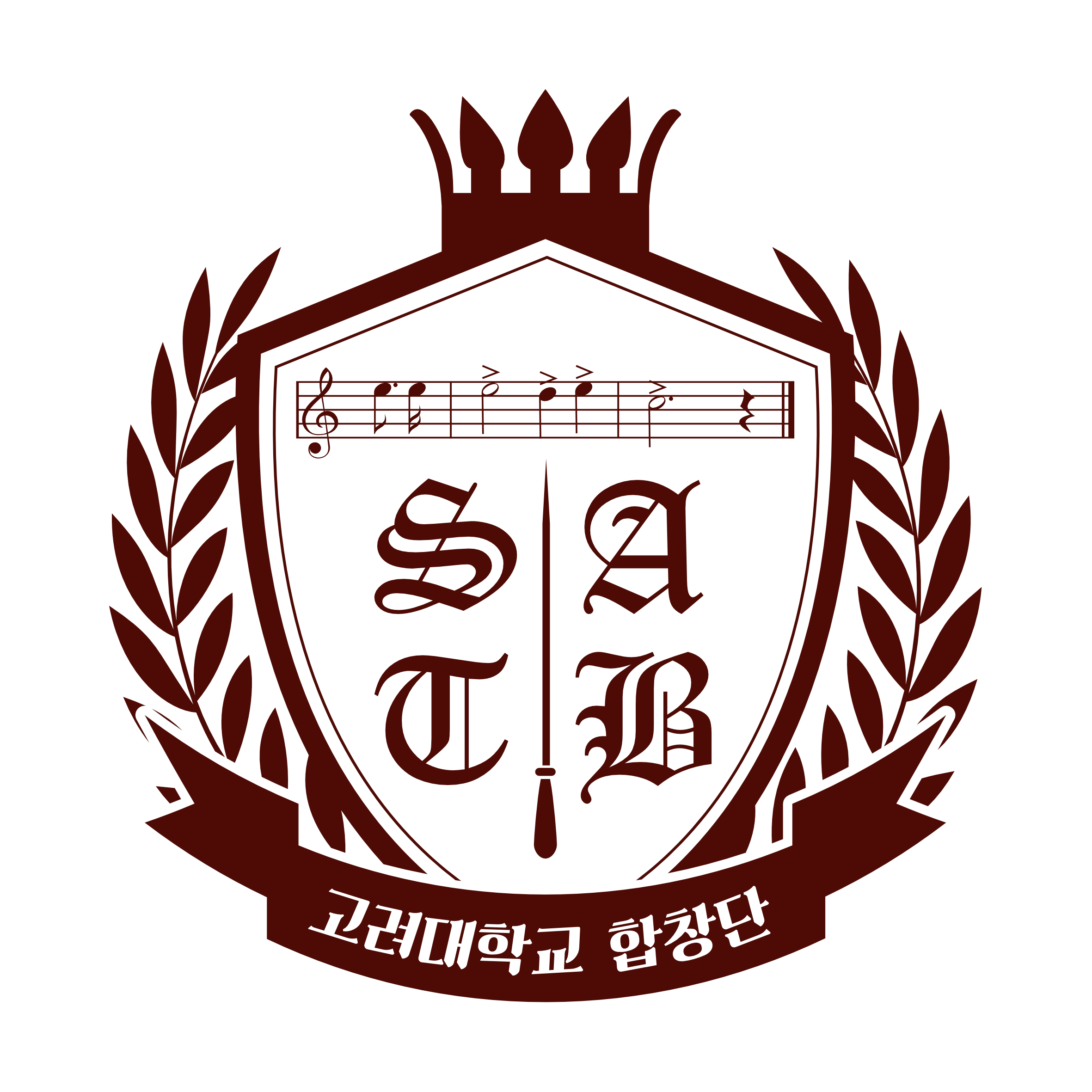

고려대학교 합창단은 고려대학교 중앙동아리 소속인 한국 최초의 대학합창단이다. 고려대학교 합창단은 1955년에 만든 음악부로부터 출발하였고, 이후 이름을 고려대학교 합창부로 개칭하여 합창음악을 전문적으로 하기 시작하였다. 그리고 2011년 '고려대학교 합창단'으로 개칭해 더 높은 비상을 꿈꾸고 있다.
고려대학교 합창단은 학번, 나이, 학과 무관하게 재학생부터 대학원생까지 다양한 구성원들로 이루어져 있으며, 외국인학생 및 교환학생도 활동하고 있다.
고려대학교 합창단은 매년 11월에 수백명이 참석할 수 있는 고려대학교 인촌기념관에서 정기연주회를 갖고 있다. 연 1회의 정기연주회 이외에 교외 합창대회, 교우회 찬조공연, 여름/겨울합숙, 신입생 워크샵 등과 같은 활동에 더해, 고려대학교 총무부의 초청으로 입학식, 졸업식, 총장 취임식과 같은 교내 행사에도 참여한다.